# Frito pie

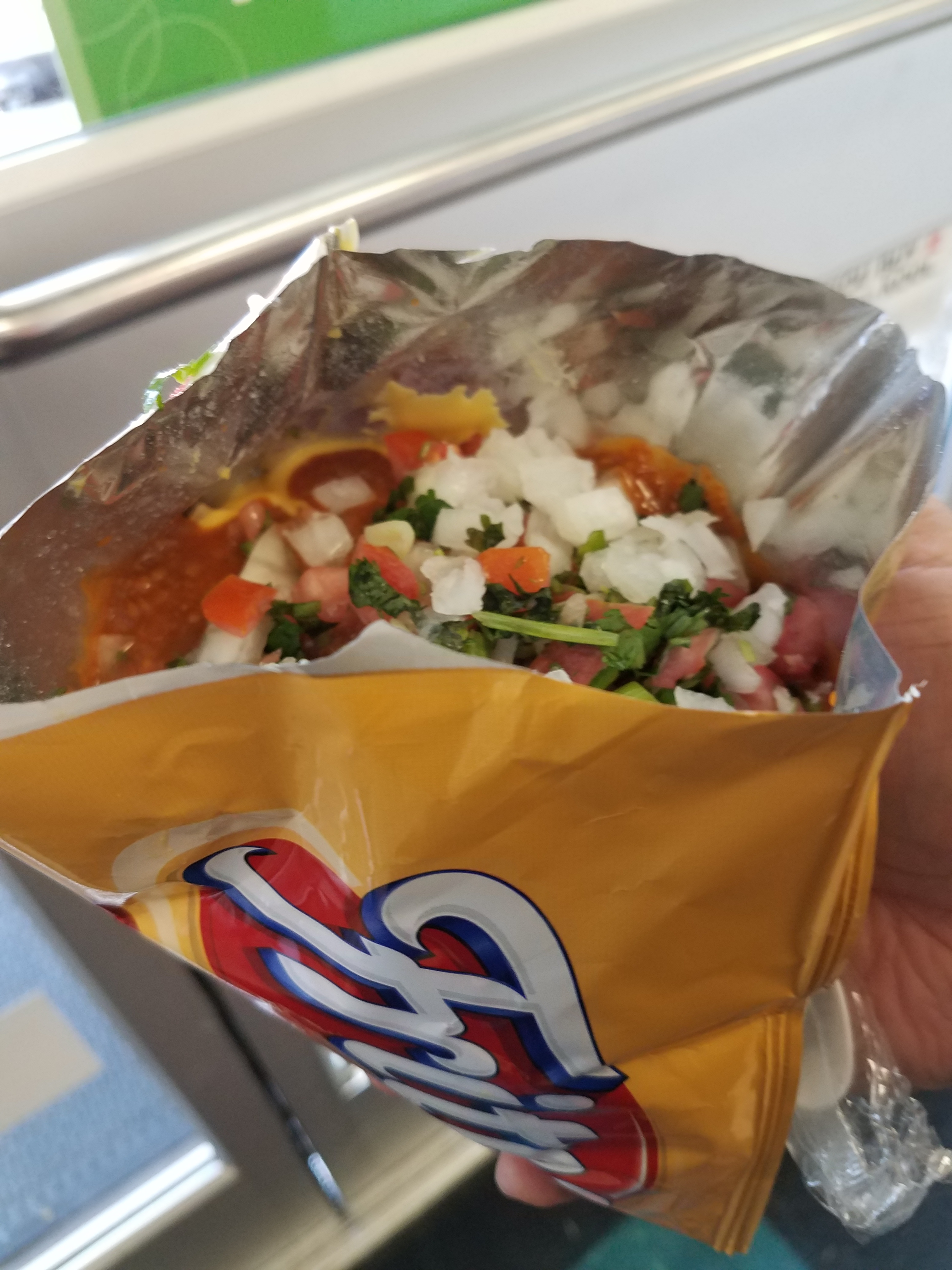
Frito pie servido en una bolsa de Fritos.

El Frito pie (pronunciación en inglés: /ˈfritoʊ paɪ/, ‘pay de Frito’) es una sencilla preparación culinaria Tex-Mex típica del suroeste de Estados Unidos, a base de chili con carne, queso y frituras de maíz llamadas en inglés como corn chips, originalmente las de la marca comercial Fritos, de ahí su nombre. Adicionalmente se le suelen agregar frijoles refritos, crema agria, cebolla, alguna salsa Tex-Mex, arroz y/o jalapeños. Léanse más adelante las diferentes variantes y nombres alternativos según la región.
El Frito pie se puede preparar en una cacerola o bien en la misma bolsa de los chips agregando los diferentes aderezos (llamados toppings).
Los Frito pies son populares en eventos deportivos o de recaudación de fondos, en bingos, en jornadas de puertas abiertas, ferias estatales y puestos callejeros.

## Historia
Se desconoce el origen exacto del Frito pie. Una teoría propone que fue inventado en México y posteriormente se importó la idea a los EE. UU. Por el uso de los ingredientes, esto es poco probable; además, la marca no es conocida al sur de la Frontera.
La receta más antigua registrada de chili combinado con chips de la marca Fritos fue publicada en Texas en 1949. Es posible que su creadora fuese Daisy Doolin, la madre del fundador de Fritos, o bien Mary Livingston, la secretaria ejecutiva. La compañía Frito-Lay atribuye la receta a Nell Morris, quien se unió a Frito-Lay en la década de 1950 y ayudó a desarrollar un libro de cocina oficial que incluía el Frito pie.
Doolin y su Frito Corporation fueron los primeros inversores en Disneyland, que abrió el restaurante Casa de Fritos en Disneyland en 1955. El Frito Chili Pie aparece en el menú de los años 50.
Otra historia afirma que el verdadero Frito pie se originó los años 60 de la mano de Teresa Hernández, que trabajaba en el mostrador de almuerzos de Woolworth en Santa Fe, Nuevo México. Su Frito pie usaba chile con carne casero tipo rojo con queso cheddar y cebolla, y se servía en la propia bolsa, que era más gruesa en aquella época.

## Preparación
El pastel de frito es un plato sencillo: en su forma más básica, es solo un montón de Fritos con chili con carne vertido encima. A menudo se sirve dentro de la bolsa de chips, que se divide por la mitad. Los ingredientes generalmente incluyen queso rallado y cebolla cruda picada, y también pueden incluir crema agria y jalapeños.

## Variantes

### Frito boatywalking taco
En algunos lugares de los Estados Unidos, el Frito pie a veces también es conocido Frito boat (/ˈfritoʊ boʊt/ «bote de Frito») o walking taco (/ˈwɔkɪŋ ˈtɑkoʊ/ «taco ambulante»), que se preparan en la bolsa y además pueden llevar varias capas encima (topping) con otros ingredientes como garbanzos, chicharrones, pepitas, lechuga, entre otros. Estas denominaciones son más propias del Medio Oeste de los Estados Unidos.

### Taco-in-a-bag
En la región del valle del Ohio, esta preparación se llama comúnmente taco-in-a-bag (/ˈtɑkoʊ ɪn ə bæg/ ‘taco en una bolsa’).

### Pepper bellies
En muchas partes del sur de California, se les conoce como pepper bellies[cita requerida] (/ˈpɛpə ˈbɛliz/ ‘panza de pimientos’).

### Tostilocos
Cuando se usan frituras de la marca Tostitos, se denominan Tostilocos, originarios de Tijuana y típicos en California. Están cubiertos con cueritos, pepino, jícama, jugo de lima, salsa picante tipo Valentina o chamoy, chile en polvo estilo Tajín, sal y/o cacahuate japonés.

### Dorilocos
Cuando se usan frituras de la marca Doritos, se denominan Dorilocos.

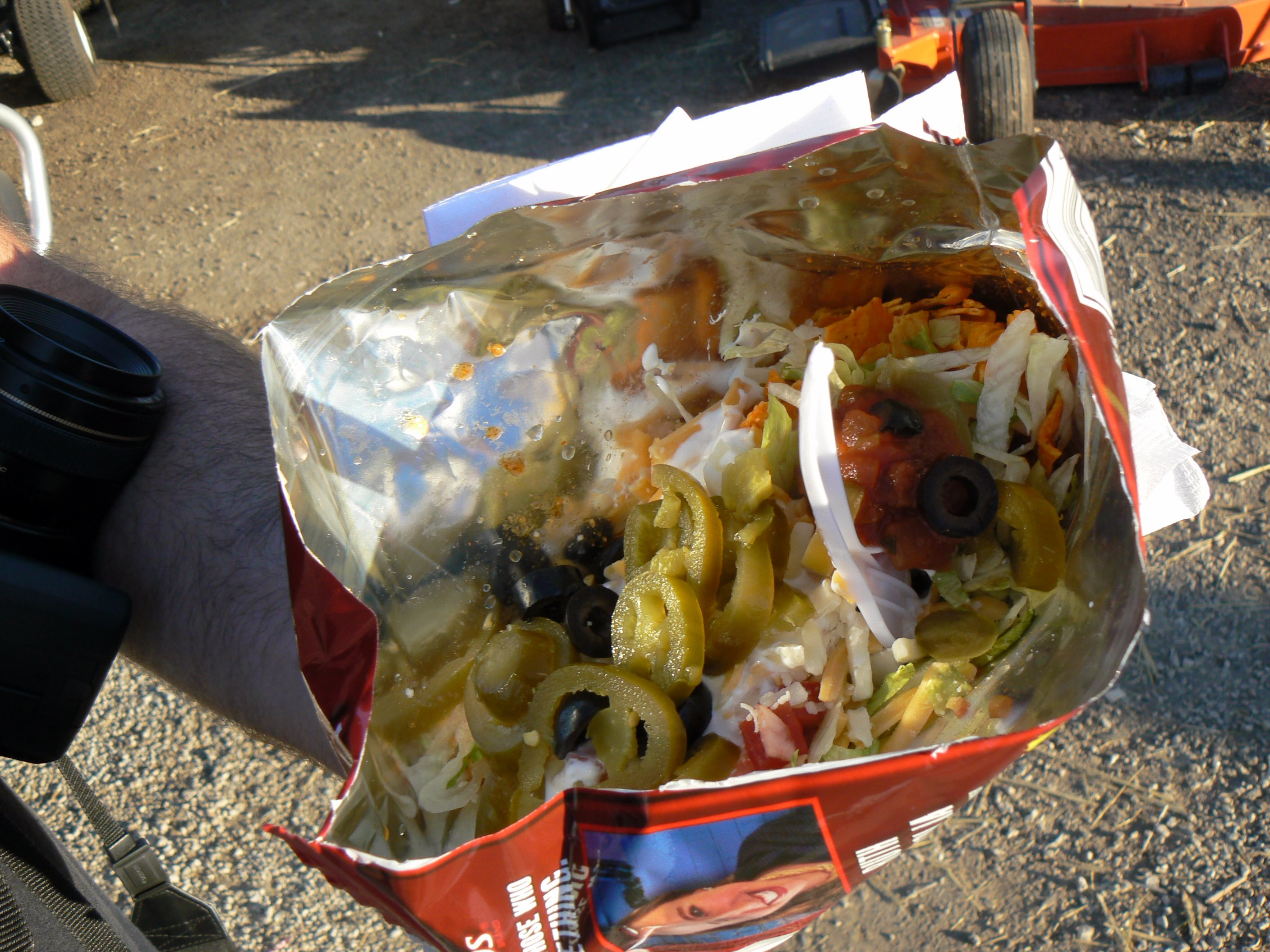
Walking taco
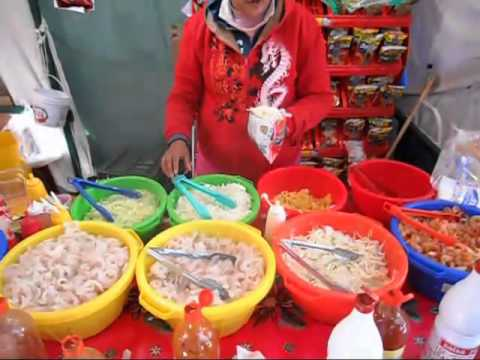
Puesto callejero preparando Tostilocos y sus ingredientes.
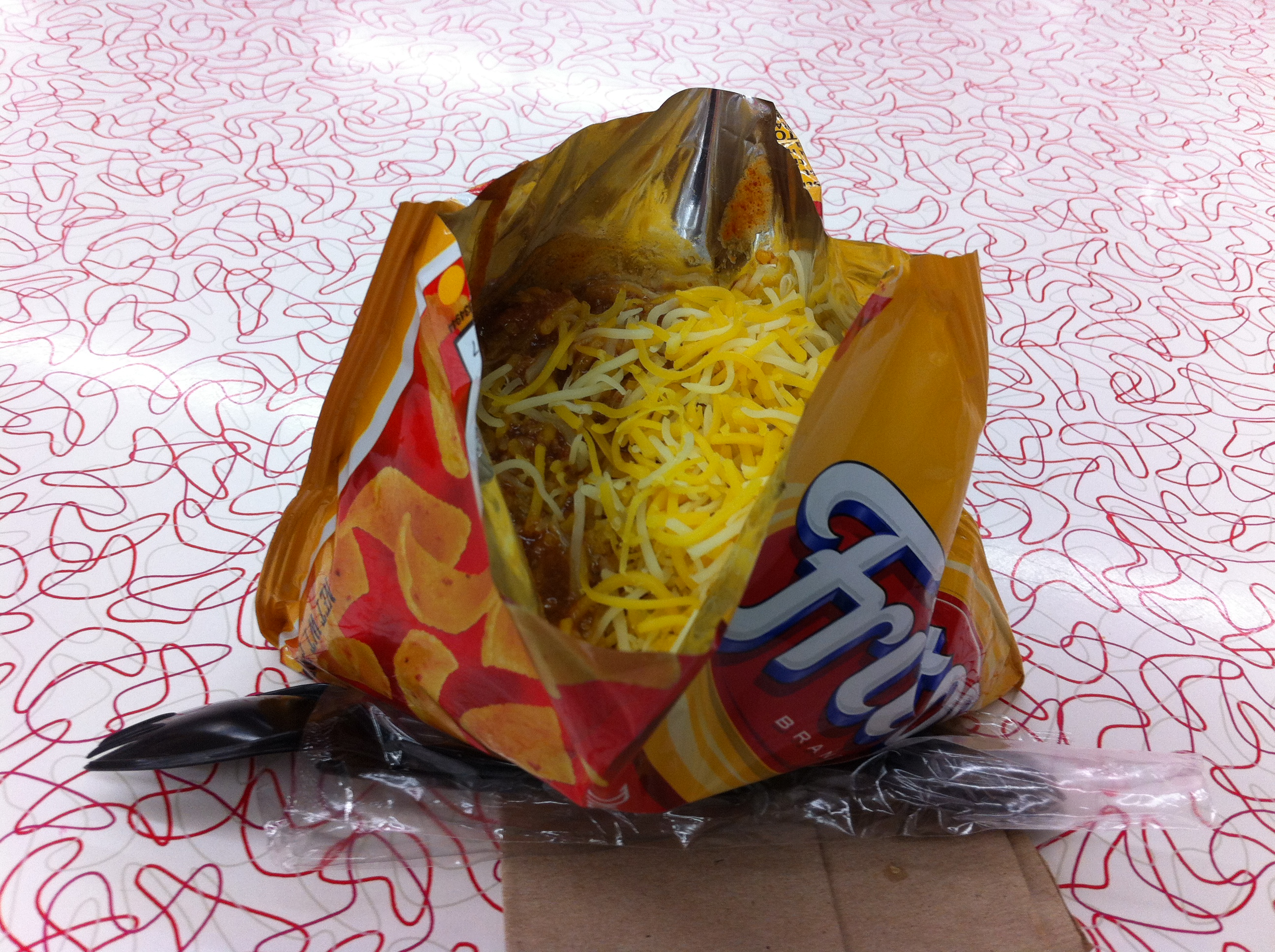
Frito Pie de Five & Dime (anteriormente Woolworth's) en Santa Fe, Nuevo México.
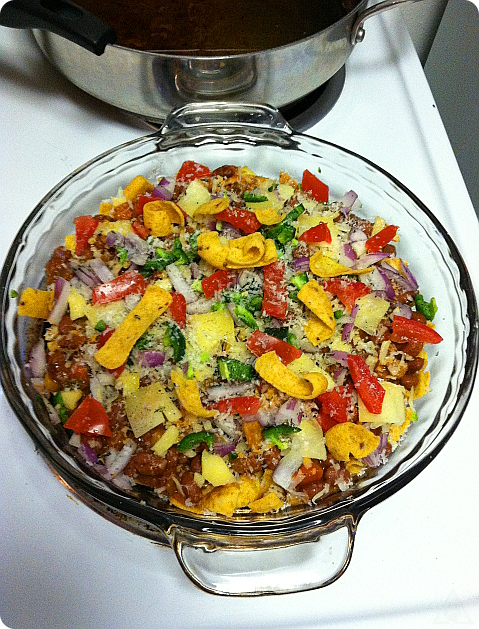
Frito pie con jalapeño, cebolla roja, queso cheddar añejo y parmesano reggiano.